# Kyle Segebart
Kyle Segebart (22 de junio de 1987; Winter Haven, Florida) es un futbolista estadounidense que actualmente se desempeña como entrenador asistente de los Western Washington Vikings.

## Carrera

### Juventud
Segebart creció en Dayton, Ohio, asistió a Northmont High School y jugó fútbol de club para CGSA Strikers, Dayton Galaxies y Ohio Elite SA, antes de comenzar su carrera de fútbol universitario en la Universidad de Rio Grande. Se transfirió a la Universidad de Cedarville antes de su segundo año y jugó tres temporadas para los Yellowjackets. Apareció en 17 partidos con 15 aperturas durante su primera temporada en Cedarville, y fue elegido para el segundo equipo de la División Sur All-AMC, antes de terminar su carrera universitaria en la Universidad Shorter.
Durante sus años universitarios, Segebart también jugó extensamente en la Premier Development League de la USL, para Cascade Surge, Mississippi Brilla y los Cincinnati Kings.

### Profesional
Segebart jugó con los Dayton Dutch Lions en la PDL en 2010 y se convirtió en profesional en 2011 después de que los Lions se autopromocionaran a la División Profesional de la USL en 2011. Hizo su debut profesional el 16 de abril de 2011 en el primer juego de Dayton de la temporada 2011, una derrota por 2-1 ante Charleston Battery.